# No One Sings Like You Anymore, Vol. 1
No One Sings Like You Anymore, Vol. 1 es el quinto álbum de estudio del músico estadounidense Chris Cornell, lanzado póstumamente el 11 de diciembre de 2020 por su patrimonio y Universal Music Enterprises. El álbum consiste en diez versiones de canciones que Cornell seleccionó y grabó en 2016, incluyendo "Jump into the Fire" de Harry Nilsson, "Watching the Wheels" de John Lennon y "Nothing Compares 2 U" de Prince.
El álbum fue precedido por el sencillo "Patience", una versión de la canción de Guns N' Roses, lanzado el 20 de julio de 2020 en honor al que habría sido el 56.º cumpleaños de Cornell. Esta canción se convirtió en su primer sencillo en solitario en alcanzar el número uno en la lista Mainstream Rock de Billboard.
Cornell también había lanzado previamente "Stay with Me Baby" para la serie de HBO Vinyl, influenciado por la versión de Terry Reid. Su esposa, Vicky Cornell, declaró: "Este álbum es tan especial porque es una obra de arte completa que Chris creó de principio a fin. [...] No podía esperar para lanzarlo".
El título del álbum proviene de una línea de la canción "Black Hole Sun" de Soundgarden.
Las versiones físicas del álbum se lanzaron el 19 de marzo de 2021.

### Lista de canciones
| No One Sings Like You Anymore, Vol. 1 track listing |                                     |                                            |          |  |
| N.º                                                 | Título                              | Original artist(s)                         | Duración |  |
| 1.                                                  | «Get It While You Can»              | Janis Joplin                               | 3:22     |  |
| 2.                                                  | «Jump Into the Fire»                | Harry Nilsson                              | 3:35     |  |
| 3.                                                  | «Sad Sad City»                      | Ghostland Observatory                      | 3:49     |  |
| 4.                                                  | «Patience»                          | Guns N' Roses                              | 4:13     |  |
| 5.                                                  | «Nothing Compares 2 U»              | The Family, popularized by Sinéad O'Connor | 4:12     |  |
| 6.                                                  | «Watching the Wheels»               | John Lennon                                | 3:14     |  |
| 7.                                                  | «You Don't Know Nothing About Love» | Carl Hall                                  | 3:04     |  |
| 8.                                                  | «Showdown»                          | Electric Light Orchestra                   | 3:23     |  |
| 9.                                                  | «To Be Treated Rite»                | Terry Reid                                 | 3:14     |  |
| 10.                                                 | «Stay with Me Baby»                 | Lorraine Ellison                           | 4:15     |  |

### Posicionamiento en listas
| Lista (2021)                     | Posición máxima |
| -------------------------------- | --------------- |
| Álbumes de Austria (Ö3 Austria)  | 75              |
| Álbumes de Bélgica (Flandes)     | 115             |
| Álbumes de Bélgica (Valonia)     | 79              |
| Álbumes de Alemania              | 26              |
| Álbumes de Italia (FIMI)         | 100             |
| Álbumes de Nueva Zelanda (RMNZ)  | 39              |
| Álbumes de Escocia               | 8               |
| Álbumes de Suiza                 | 18              |
| Billboard 200 (EE. UU.)          | 78              |
| Top Alternative Albums (EE. UU.) | 8               |
| Top Rock Albums (EE. UU.)        | 10              |